# Jarama (métro de Madrid)
Jarama est une station de la ligne 7 MetroEste du métro de Madrid, en Espagne. Elle est établie sous la place de Guernica, près du parc Dolores Ibárruri, dans la commune de San Fernando de Henares. La station doit son nom à la rivière qui coule à environ 1 km à l'est.

## Situation sur le réseau
La station se situe entre San Fernando à l'ouest, en direction de Estadio Metropolitano, et Henares au sud, en direction de Hospital del Henares. Située en zone tarifaire B1, elle fait partie du MetroEste, section orientale de la ligne 7.

## Histoire
La station est mise en service le 5 mai 2007, lors de l'ouverture du MetroEste entre Estadio Metropolitano et Henares.

## Services aux voyageurs

### Accueil
L'accès à la station s'effectue par un édicule entièrement vitré de forme rectangulaire qui s'élève devant l'entrée du parc, équipé d'escaliers, d'escaliers mécaniques et d'ascenseurs.

### Intermodalité
La station est en correspondance avec la ligne de bus interurbain n°220 en direction de  Torrejón de Ardoz, exploitée par la société Alsa.